# Ісидор Мілетський
Ісидор Мілетський Старший — візантійський вчений та архітектор VI століття Разом з Анфемієм Траллським відбудував Собор Святої Софії у Константинополі.

## Життєпис
Народився у Мілеті. Стосовно його родини мало відомостей. Він був видатним вченим, що розробляв питання стереометрії та фізики. Вже в середині 530-х років був поважним вченим, викладав в Александрії Єгипетській та м. Константинополі в Константинопольській вищій школі.
Був запрошений імператором Юстиніаном I для відбудови храму Святої Софії. Ісидор з 532 до 537 року працював над будівництвом нового храму. Ісидор винайшов пристрій для вирахування креслення параболи. За допомогою нього вирішив завдання подвоєння куба.
Про подальшу долю Ісидора немає відомостей. Він мав сина Ісидора, теж талановитого архітектора.